# Gini (marque de boisson)
Pour les articles homonymes, voir Gini.
Ne doit pas être confondu avec Gin.
Gini est une marque française de soda au citron. Elle a été créée en 1971 par le groupe Perrier et fait actuellement partie du groupe Orangina Suntory France, propriété du japonais Suntory. Elle est commercialisée uniquement en France et en Belgique.
Gini est particulièrement notoire sur le territoire français pour ses publicités (les premières ont été réalisées par Serge Gainsbourg) à thème sensuel, illustrant son célèbre slogan : « La plus chaude des boissons froides ».
Son ambassadrice actuelle est Clara Morgane.

## Histoire
Créée en 1971, Gini faisait partie de la Compagnie d'Exploitation des Boissons Rafraîchissantes, filiale du groupe Perrier comprenant également Oasis ou Bali. Celle-ci est vendue au groupe Cadbury Schweppes en 1990 et Gini rejoint la division boisson du groupe, Cadbury Schweppes European Beverages, aux côtés de Schweppes, ou de Orangina et Pampryl, rachetés un an plus tard.
En 2006, Cadbury se sépare de sa division boissons et celle-ci est renommée Orangina Group (puis Orangina Schweppes en 2008).

## Ingrédients[4]
Liste des ingrédients : eau gazéifiée, A sirop de glucose-fructose, sucre ou b (A ou B voir le dessous de la boîte) jus à base de concentré et extraits de citron 3 %, acidifiant : acide citrique et acide malique, arômes, conservateurs : sorbate de potassium, édulcorants : acésulfame-K et sucralose, antioxydant : acide ascorbique, arôme quinine.
Additifs :
- E330 - Acide citrique
- E202 - Sorbate de potassium
- E950 - Acésulfame K
- E300 - Acide ascorbique
- E296 - Acide malique
- E955 - Sucralose